# Patinação artística nos Jogos Olímpicos de Inverno de 1984 - Individual feminino
A competição individual feminina da patinação artística nos Jogos Olímpicos de Inverno de 1984 foi disputado entre 23 patinadoras.

## Medalhistas
| Ouro   | GDR Katarina Witt    |
| Prata  | USA Rosalynn Sumners |
| Bronze | URS Kira Ivanova     |

## Resultados
| #                 | Nome                 | País                   | CF | PC | PL | TFP  |
| ----------------- | -------------------- | ---------------------- | -- | -- | -- | ---- |
| Medalha de ouro   | Katarina Witt        | GDR Alemanha Oriental  | 3  | 1  | 1  | 3.2  |
| Medalha de prata  | Rosalynn Sumners     | USA Estados Unidos     | 1  | 5  | 2  | 4.6  |
| Medalha de bronze | Kira Ivanova         | URS União Soviética    | 5  | 3  | 5  | 9.2  |
| 4                 | Tiffany Chin         | USA Estados Unidos     | 12 | 2  | 3  | 11.0 |
| 5                 | Anna Kondrashova     | URS União Soviética    | 7  | 4  | 6  | 11.8 |
| 6                 | Elaine Zayak         | USA Estados Unidos     | 13 | 6  | 4  | 14.2 |
| 7                 | Manuela Ruben        | FRG Alemanha Ocidental | 6  | 11 | 7  | 15.0 |
| 8                 | Elena Vodorezova     | URS União Soviética    | 2  | 8  | 11 | 15.4 |
| 9                 | Claudia Leistner     | FRG Alemanha Ocidental | 9  | 10 | 8  | 17.4 |
| 10                | Sanda Dubravcic      | YUG Iugoslávia         | 8  | 9  | 9  | 17.4 |
| 11                | Sandra Cariboni      | SUI Suíça              | 4  | 14 | 12 | 20.0 |
| 12                | Kay Thomson          | CAN Canadá             | 10 | 12 | 10 | 20.8 |
| 13                | Elizabeth Manley     | CAN Canadá             | 16 | 7  | 13 | 25.4 |
| 14                | Myriam Oberwiler     | SUI Suíça              | 15 | 13 | 14 | 28.2 |
| 15                | Karin Telser         | ITA Itália             | 11 | 15 | 16 | 28.6 |
| 16                | Katrien Pauwels      | BEL Bélgica            | 14 | 16 | 18 | 32.8 |
| 17                | Susan Jackson Wagner | GBR Grã-Bretanha       | 19 | 17 | 15 | 33.2 |
| 18                | Agnes Gosselin       | FRA França             | 18 | 19 | 17 | 35.4 |
| 19                | Masako Kato          | JPN Japão              | 21 | 18 | 19 | 38.8 |
| 20                | Catarina Lindgren    | SWE Suécia             | 17 | 22 | 20 | 39.0 |
| 21                | Vicki Holland        | AUS Austrália          | 20 | 20 | 21 | 41.0 |
| 22                | Zhenghua Bao         | CHN China              | 23 | 21 | 22 | 44.2 |
| 23                | Hae-Sung Kim         | KOR Coreia do Sul      | 22 | 23 | 23 | 45.4 |
| WD                | Marta Cierco-Viqeira | ESP Espanha            |    |    |    |      |

Legenda
| Recorde mundial      | Recorde mundial (World record)               |                       | Recorde africano                      | Recorde africano (African) |                                           | Q | Classificado por posição (Qualified) |
| Recorde olímpico     | Recorde olímpico (Olympic record)            | Recorde da América    | Recorde da América (Americas)         | q                          | Classificado por melhor tempo (Qualified) |   |                                      |
| Melhor marca do ano  | Melhor marca do ano (World leading)          | Recorde asiático      | Recorde asiático (Asian)              | DNS                        | Não largou (Did not start)                |   |                                      |
| Recorde nacional     | Recorde nacional (National record)           | Recorde europeu       | Recorde europeu (European)            | DNF                        | Não terminou (Did not finish)             |   |                                      |
| Recorde pessoal      | Recorde pessoal do atleta (Personal best)    | Recorde da Oceania    | Recorde da Oceania (Oceania)          | DSQ / DQ                   | Desclassificado (Disqualified)            |   |                                      |
| Recorde da temporada | Recorde da temporada do atleta (Season best) | Recorde sul-americano | Recorde sul-americano (South America) | NM                         | Sem marca (No mark)                       |   |                                      |